# Microregione di Birigui
Birigui è una microregione dello Stato di San Paolo in Brasile, appartenente alla mesoregione di Araçatuba.

## Comuni
Comprende 18 comuni:
- Alto Alegre
- Avanhandava
- Barbosa
- Bilac
- Birigui
- Braúna
- Brejo Alegre
- Buritama
- Clementina
- Coroados
- Gabriel Monteiro
- Glicério
- Lourdes
- Luiziânia
- Penápolis
- Piacatu
- Santópolis do Aguapeí
- Turiúba